# U-82 (1941)
U-82 — средняя немецкая подводная лодка типа VIIC времён Второй мировой войны.

## История
Заказ на постройку субмарины был отдан 25 января 1939 года. Лодка была заложена 15 мая 1940 года на верфи Бремен-Вулкан под строительным номером 10, спущена на воду 15 марта 1941 года. Лодка вошла в строй 14 мая 1941 года под командованием оберлейтенанта Зигфрида Роллмана.

### Флотилии
- 14 мая 1941 года — 31 августа 1941 года — 3-я флотилия (учебная)
- 1 сентября 1941 года — 6 февраля 1942 года — 3-я флотилия

### История службы
Лодка совершила 3 боевых похода. Потопила 8 судов суммарным водоизмещением 51 859 брт и один военный корабль водоизмещением 1190 тонн, одно судно повредила (1999 брт). U-82 входила в состав четырех «волчьих стай».
1-й поход
Первый поход подлодки начался, когда она покинула норвежский Тронхейм 11 августа 1941 года, до этого пройдя путь из немецкого Киля в июле. Корабль пересек Норвежское море, прошел между Исландией и Фарерскими островами в Атлантический океан.
10 сентября 1941 года к северо-востоку от Гренландии U-82 потопила британское торговое судно Empire Hudson, а 11 сентября потопила еще три британских (Bulysees, Gypsum Queen, Empire Crossbill) и повредила одно шведское судно (Scania). По завершении патрулирования немецкая субмарина вошла во французский Лорьян.
2-й поход
Лодка потопила еще два британских грузовых судна — Treverbyn и Serbino — и 19 ноября 1941 года вернулась в Ла-Рошель.
3-й поход и гибель
В своем последнем походе U-82 потопила британский грузовой корабль Athelcrown и норвежский Leiesten. 31 января 1942 года к югу от Ньюфаундленда атаковала и потопила британский эсминец американской постройки класса Town HMS Belmont.
Потоплена во время возвращения из похода при попытке атаковать конвой OS 18 6 февраля 1942 года к северу от Азорских островов, в районе с координатами 44°10′ с. ш. 23°52′ з. д. глубинными бомбами с британского шлюпа HMS Rochester и британского корвета HMS Tamarisk. 45 погибших (весь экипаж).

## Потопленные и повреждённые корабли
| Дата             | Корабль          | Принадлежность | Тоннаж | Судьба    |
| 10 сентября 1941 | Empire Hudson    | Великобритания | 7,465  | Потоплен  |
| 11 сентября 1941 | Bulysses         | Великобритания | 7,519  | Потоплен  |
| 11 сентября 1941 | Empire Crossbill | Великобритания | 5,463  | Потоплен  |
| 11 сентября 1941 | Gypsum Queen     | Великобритания | 3,915  | Потоплен  |
| 11 сентября 1941 | Scania           | Швеция         | 1,999  | Поврежден |
| 21 октября 1941  | Treverbyn        | Великобритания | 5,281  | Потоплен  |
| 21 октября 1941  | Serbino          | Великобритания | 4,099  | Потоплен  |
| 22 января 1942   | Athelcrown       | Великобритания | 11,999 | Потоплен  |
| 23 января 1942   | Leisten          | Норвегия       | 6,118  | Потоплен  |
| 31 января 1942   | HMS Belmont      | Великобритания | 1,190  | Потоплен  |